# Gizo
Gizo is de hoofdstad van de provincie Western van de Salomonseilanden. Met 6154 inwoners (2005) is het de op een na grootste stad in het land. De stad bevindt zich op het eiland Ghizo, 380 kilometer ten westnoordwesten van de hoofdstad, Honiara, en net ten zuidwesten van het grotere eiland Kolombangara. Gizo heeft een kleine landingsbaan op het nabijgelegen eiland Nusatupe, ten noordoosten van de stad.

## Geschiedenis
Het gebied waar Gizo ligt staat bekend om de koppensnellers die er ooit woonden. Volgens lokale verhalen was vooral de Gizostam berucht vanwege dit gebruik. Als gevolg hiervan besloten de andere stammen in het gebied tegen hen samen te spannen.
Het eiland Ghizo wordt beschouwd als staatseigendom, in plaats van het 
gebruikelijke eigenaarschap dat op de rest van de Salomonseilanden wordt toegepast. Vanwege het feit dat het eiland staatseigendom is, werd het al snel een belangrijk administratief en zakelijk centrum.
In 1943 werd het eiland bezet door Japanse troepen.
Gizo is een centrum voor toeristen. Populaire activiteiten zijn surfen en duiken.
Gizo is de zetel van een rooms-katholiek bisdom.

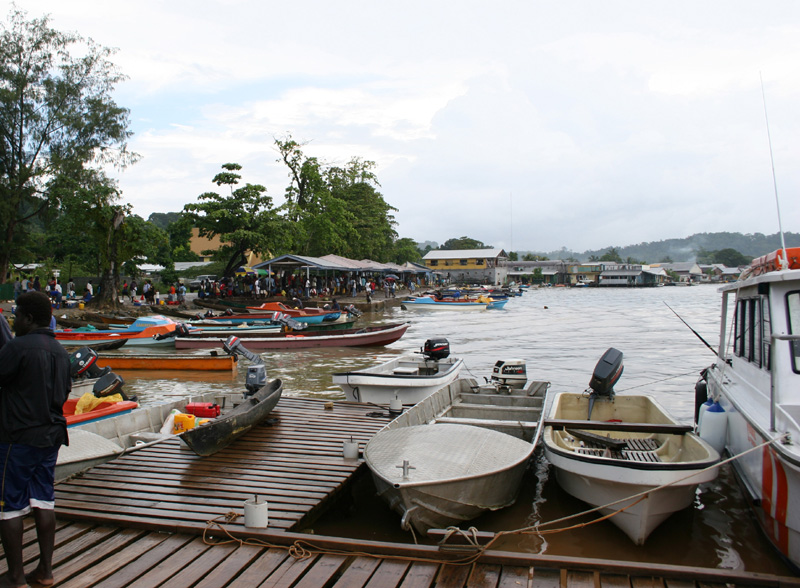
De markt aan het water in Gizo (februari 2005)
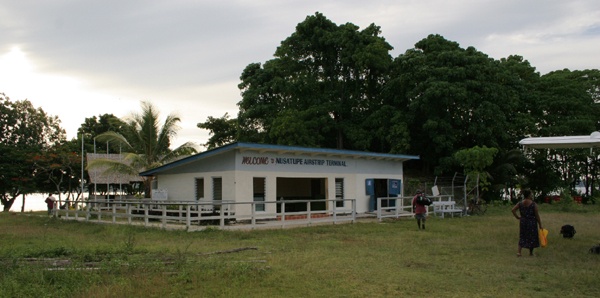
Gizo's vliegveld (februari 2005)

## Tsunami
Op 2 april 2007 werd Gizo geraakt door een tsunami veroorzaakt door de aardbeving bij de Salomonseilanden. Eerste rapporten gaven aan dat een drie meter hoge golf de stad had getroffen, en 26 mensen het leven zou hebben gekost. Het uiteindelijke dodental kwam uit op 52. De tsunami vond overdag plaats, waardoor mensen tijdig konden worden gewaarschuwd.